# Штеттлер, Курт (футболист)
Курт Ште́ттлер (нем. Kurt Stettler; 21 августа 1932, Штетлен — 8 декабря 2020, Цюрих) — швейцарский футбольный вратарь. Участник чемпионата мира 1962 года.

## Биография

### Игровая карьера
Штеттлер был воспитанником академии «Янг Бойз», но начал карьеру в клубе «Лугано», за который сыграл один матч. По окончании сезона 1950/51 он перешёл в «Локарно», но там был запасным вратарём, но не сыграл ни одного матча в сезоне.
По окончании сезона 1951/52 перешёл в «Берн», в котором стал основным вратарём, отыграв за эту команду два сезона.
В 1954 году перешёл в «Люцерн», в котором отыграл три сезона.
Затем Штеттлер перешёл в «Базель», в котором стал основным вратарём и играл семь сезонов, выиграв с командой Кубок Швейцарии 1963 года. Его последним клубом в карьере стал «Янг Феллоуз Ювентус», в котором отыграв четыре сезона он завершил карьеру игрока в возрасте 35 лет.
В составе сборной Швейцарии был одним из трёх вратарей на чемпионате мира 1962 года, но на турнире не играл.

### Послеигровая жизнь
Завершив карьеру игрока, работал в торговом центре Blasi, став менеджером магазина, а затем возглавлял «Спортивное общество Тото», после чего вышел на пенсию.

### Смерть
5 декабря 2020 года у него был обнаружен COVID-19 и он был госпитализирован в больницу Вайдшпиталь (Цюрих), где и скончался спустя три дня в возрасте 88 лет.

## Достижения
«Базель»
- Обладатель Кубка Швейцарии (1) : 1962/1963